# الرابطة البرلمانية 1962–63
الرابطة البرلمانية 1962–63 (بالإنجليزية: 1962–63 Isthmian League)‏ هو موسم من دوري إسثميان. فاز فيه نادي ويمبلدون.